# Drémil-Lafage
Drémil-Lafage (em occitano:  Dremil e La Faja) é uma comuna francesa na região administrativa da Occitânia, no departamento do Alto Garona. Estende-se por uma área de 12.49 km², com 2.650 habitantes, segundo o censo de 2018, com uma densidade de 210 hab/km².